# Bieberbach (Hönne)
Der Bieberbach, in der Regel nur die Bieber genannt, ist ein 14,4 km langer, orografisch rechter Nebenfluss der Hönne im nordrhein-westfälischen Märkischen Kreis.

## Geographie

### Verlauf
Der Bieberbach entspringt an der Nordostflanke des Bückenbergs östlich von Wettmarsen auf einer Höhe von 347 m ü. NN. Das Quellgebiet liegt in der zum Hochsauerlandkreis gehörenden Stadt Arnsberg. Von hier aus fließt der Bach zunächst in nördliche Richtungen ab. Dabei durchfließt er Ainkhausen. Nachdem die Oelinghauser Mühle passiert ist wendet sich der Lauf nach Westen. Dabei wird Holzen im Norden passiert. Weiter in westliche Richtungen fließend überquert der Bieberbach westlich der Biebermühle die Kreisgrenze.
Nun im Gebiet der zum Märkischen Kreis gehörenden Stadt Menden (Sauerland) fließend erreicht der Bach Lürbke. Nach dem Durchfließen von Lendringsen mündet der Bieberbach auf 155 m ü. NN rechtsseitig in die Hönne. Bei einem Höhenunterschied von 192 m beträgt das mittlere Sohlgefälle 13,3 ‰. Das 31,477 km² große Einzugsgebiet wird über Hönne, Ruhr und Rhein zur Nordsee entwässert.
Nördlich von Arnsberg-Holzen durchquert der Bieberbach das FFH-Gebiet DE-4513-301, Luerwald und Bieberbach.

### Nebenflüsse
Dem Bieberbach fließen zahlreiche Nebenflüsse zu. Die wichtigsten Nebenflüsse sind die etwa gleich großen Lürbkebach und Dombkebach, wobei der Lürbkebach etwa 600 m länger ist. Im Folgenden werden die Nebenflüsse genannt, wie sie im Gewässerverzeichnis NRW verzeichnet sind.
| Name              | Position [km] | Lage   | Länge [km] | Einzugsgebiet [km²] | Mündungshöhe [m. ü. NN] | DGKZ      |
| ----------------- | ------------- | ------ | ---------- | ------------------- | ----------------------- | --------- |
| Bieberbach        | 13,473        | rechts | 0,4        |                     |                         | 27646 112 |
| N.N.              | 13,177        | links  | 1,1        |                     |                         | 27646 12  |
| Erlbach           | 10,282        | links  | 2,1        | 2,845               |                         | 27646 2   |
| Braukbach         | 8,131         | links  | 1,6        |                     |                         | 27646 312 |
| Lottenbach        | 7,685         | links  | 1,2        | 0,887               |                         | 27646 32  |
| Luerhahnsiepen    | 5,877         | rechts | 1,1        |                     |                         | 27646 33a |
| N.N.              | 5,362         | rechts | 1,6        |                     |                         | 27646 392 |
| Dombkebach        | 5,245         | links  | 4,2        | 4,558               | 196                     | 27646 4   |
| Ilscheder Siepen  | 5,044         | rechts | 1,0        |                     | 194                     | 27646 52  |
| Dirkssiepen       | 4,262         | rechts | 1,4        |                     |                         | 27646 53a |
| Rehhahnsiepen     | 3,699         | rechts | 1,3        |                     | 183                     | 27646 54  |
| Lürbkebach        | 2,688         | rechts | 4,8        | 4,582               | 175                     | 27646 6   |
| Münstermanns Bach | 2,619         | links  | 1,9        |                     | 174                     | 27646 92  |
| Dückers Fischbach | 1,617         | links  | 1,7        |                     | 166                     | 27646 94  |